# Victor Ateba
Pour les articles homonymes, voir Ateba.
 (mars 2019).
 (mars 2019).
Si vous disposez d'ouvrages ou d'articles de référence ou si vous connaissez des sites web de qualité traitant du thème abordé ici, merci de compléter l'article en donnant les références utiles à sa vérifiabilité et en les liant à la section « Notes et références ».
Victor Ateba est un homme politique camerounais. Né le 7 avril 1938 à Mbakomo (au centre du Cameroun). Il a fréquenté l'école catholique d'Efok, puis le collège Vogt, où il obtient le bac en philosophie. Il entre dans l'administration sous le premier ministre André-Marie Mbida. En 1959 il réussit le concours de l'ENA de  Paris (cycle spécial étranger). Il en sort diplômé en 1961 de la promotion Lazare Carnot. Ses camarades  de promotion sont Jean-pierre Soisson, Robert Lion, Yann Gaillard. Il a notamment été ministre des Affaires économiques (1965-1967) et ministre-adjoint de la Fonction publique et de la Réforme administrative (1967-1970).Ateba Victor est mort en 1989.

## Biographie

### Formation
Ateba fit   ses études primaires à la mission catholique d’Efok (Obala) où il obtint le Certificat d’Etude Primaires en 1950.
Il fit ensuite ses études secondaires au Collège VOGT à Mvolyé (Yaoundé) où il obtint le Brevet d’Etudes du Premier Cycle, puis le Baccalauréat Philosophie en 1956.

### Carrière
C’est alors qu’il entra dans l’Administration Camerounaise en qualité d’agent contractuel et remplit successivement les fonctions de secrétaire particulier du Premier Ministre, M. André-Marie Mbida, alors Chef du Gouvernement Camerounais, et Chef du Secrétariat Général à la Présidence du Gouvernement.
Il participa au concours des Secrétaires d’Administration des Services Civils et Financiers en 1958, fut reçu premier, ce qui lui permit d’accéder aux Fonctions de Chef du Bureau de la Comptabilité et du Personnel au Commissariat du Plan.
En 1959, Victor Ateba fut le seul fonctionnaire camerounais à passer le concours d’entrée à l’École nationale d’administration de la République française (ENA) de Paris.
Il y poursuivit ses études pendant deux ans et effectua de nombreux stages dans des instituts et organismes économiques et financiers. Victor Ateba est diplômé de la promotion Lazare Carnot de l’ENA de Paris.
Rentré au Cameroun fin 1961, il fut intégré Administrateur Civil. Il fut nommé successivement Chef de Service, Sous-Directeur (le premier au Cameroun à porter ce titre), puis Directeur Adjoint du Plan et de la Coopération Technique. 
Victor Ateba est également diplômé de l’institut de développement économique de la Banque Mondiale B. I. R. D., à Washington, à la suite d’un stage qu’il effectua pendant l’année scolaire 1962, ce qui lui vaut la qualification d’Expert économique au niveau international.
Victor Ateba fut la cheville ouvrière des plans de développement de l’économie du Cameroun, alliant la planification indispensable pour un jeune Etat et le libéralisme imposé aux économies africaines par la Communauté Internationale, la fameuse politique du "Libéralisme planifié" au Cameroun, avec ses plans quinquennaux.
Le 25 mai 1965, il fut appelé par le Chef de l’État du Cameroun, Ahmadou Ahidjo, pour occuper les fonctions de Ministre-Adjoint des Affaires Economiques et du plan.               
Le 20 mai 1967, il fut nommé Ministre-Adjoint Délégué à la fonction Publique Fédérale, puis en 1968 il fut nommé, Ministre-Adjoint Délégué à la fonction Publique.
Au cours de sa carrière ministérielle, Monsieur Victor Ateba a dirigé, à titre intermédiaire, les Ministères de l’Information, des Affaires étrangères, du Commerce et de l’Industrie, du Travail et des lois Sociales. Il a représenté le Cameroun à d’importantes Conférences Internationales à travers le monde, et fut désigné à plusieurs reprises  comme Représentant Personnel du Président de la République. 
De 1970 à 1975, Victor Ateba travaille successivement au Ministère de l’Information et de la Culture, où il fut particulièrement chargé de réorganiser l’Imprimerie nationale, les Ateliers Graphiques du Cameroun, aujourd’hui fusionné dans la société de presse et d’Édition du Cameroun (SOPECAM), ainsi que les Directions de la Culture et de la Cinématographie où il fit créer le Fonds de Développement à l’Industrie Cinématographique (FODIC). Il travailla ensuite au Ministère Délégué à l’inspection Générale de l’État et de la Réforme Administrative, rejoignant par le fait même le Service  Central d’Organisation et Méthode (SCOM) qu’il avait créé alors qu’il était Ministre de la fonction Publique.
Le 17 août 1975, il fut arrêté et condamné une semaine plus tard à quatre ans de prison, dans un dossier de droit commun ayant transité par une instruction politique. Il purgea sa peine à la prison centrale de Kondengui (Yaoundé) et la prison de production de Yoko. 
Le 21 février 1978, il fut gracié par le Chef de l’État à l’occasion du 20e anniversaire de son accession au pouvoir. 
Le 7 février 1981, Victor Ateba reprit son service au Ministère d’État chargé de la Fonction Publique et fut affecté jusqu’en 5 février 1989 au Ministère d’Etat chargé de l’Administration Territoriale à Yaoundé. Il s’éteindra aux premières heures du 7 février 1989. Le Président Paul Biya supervisa personnellement ses obsèques du 11 au 12 février 1989 à Yaoundé et à Mbakomo (Obala). 
Père de huit enfants, Victor Ateba est chevalier de l’ordre de la Valeur et titulaire d’autres distinctions honorifiques étrangères.

## Distinctions
- Chevalier de l'ordre de la Valeur